# Zhan lang II
Zhan lang II (chinês simplificado: 战狼2, pinyin: Zhàn Láng 2; bra: Lobo Guerreiro 2) é um filme de ação chinês de 2017 co-escrito, co-produzido e dirigido por Wu Jing, que também estrelou o papel principal. O filme é co-estrelado por Celina Jade, Frank Grillo, Hans Zhang e Wu Gang. O filme é a sequência de Zhan lang de 2015, e foi lançado na China em 27 de julho de 2017.
O filme conta a história de um imprudente soldado chinês chamado Leng Feng, que assume missões especiais ao redor do mundo. Nesta sequência, ele se encontra em um país africano sem nome, protegendo trabalhadores de assistência médica de rebeldes locais e cruéis mercenários ocidentais.
Na China, Zhan lang II recebeu elogios gerais por seu enredo patriótico, efeitos especiais, sequências de ação e atuações do elenco. Foi um enorme sucesso comercial e se tornou o filme chinês de maior bilheteria já lançado. Com um total bruto interno de CN¥ 5,68 bilhões (US$ 874 milhões), sendo o sétimo filme de maior bilheteria de 2017, tornando-se o 54º filme de maior bilheteria em todo o mundo. Foi selecionado como o representante chinês para Melhor Filme Estrangeiro no 90º Óscar, embora não tenha sido incluído entre os cinco indicados. Permaneceria o filme chinês e fora da língua inglesa de maior bilheteria até A Batalha no Lago Changjin de 2021, um épico chinês da Guerra da Coréia.

## Sinopse
Com sua carreira em frangalhos, o operador das forças especiais mais mortífero da China leva uma vida tranquila no mar. Quando mercenários sádicos começam a atacar civis próximos, ele deve deixar para trás sua paz recém-adquirida e retornar às suas funções como soldado e protetor.

## Elenco
- Wu Jing como Leng Feng
- Celina Jade como Dra. Rachel Prescott Smith
- Frank Grillo como Big Daddy
- Hans Zhang como Zhuo Yifan
- Wu Gang como He Jianguo
- Yu Nan como Tenente-Coronel Long Xiaoyun
- Yu Qian como Qian Bida
- Ding Haifeng como capitão na Marinha chinesa
- Shi Zhaoqi como Shi Qingsong
- Chunyu Shanshan como Lin Zhixiong
- Oleg Prudius como Bear
- Heidi Moneymaker como Athena
- Aaron Ly como Ghost

## Produção
Zhan lang II continua o enredo do filme anterior. No entanto, a acção tem lugar no estrangeiro, e não na China, o que ajuda a desenvolver uma perspectiva internacional. As filmagens ocorreram em locais na China e na África entre junho e novembro de 2016. Para as cenas africanas do filme, a maioria foi filmada em Soweto e Alexandria, na África do Sul. A batalha de tanques foi filmada na Siderúrgica de Zhaochuan (em chinês:  坤 源 集团 赵 川 铁厂, transl. Kūn yuán jítuán zhào chuān tiě chǎng), na cidade de Zhaochuan, distrito de Xuanhua, na província de Hebei.
O orgulho patriótico foi o tema central do filme, com um cartaz promocional contendo o slogan “Qualquer pessoa que ofenda a China, não importa o quão remoto seja, deve ser exterminada”. Wu Jing começou a trabalhar no roteiro em 2009 e em 16 de abril de 2013, o primeiro rascunho de Lobo Guerreiro 2 foi concluído. Em 19 de junho de 2016, as filmagens foram iniciadas em Pequim. Wu Jing passara seis meses se preparando para o lançamento. Em uma cena filmada em 23 de agosto de 2016, Wu Jing dirigiu um tanque sozinho, passou por seis tanques e acabou esmagando um carro. Em apenas dez segundos, o carro se transformou em uma pilha de sucata. Esta foi a primeira vez que um ator doméstico dirigiu pessoalmente um tanque e esmagou um carro. Segundo informado, um carro pesa aproximadamente uma tonelada enquanto um tanque do tipo usado pesa cerca de trinta e cinco toneladas. Em 2 de novembro de 2016, Zhan lang II foi concluído após cinco meses de filmagens.

## Lançamento
O filme foi lançado na China em 27 de julho de 2017 em MX4D, 4DX, 3D e China Film Giant Screen. Uma versão IMAX foi lançada em 18 de agosto de 2017 e saiu no IMAX 2D. O filme foi lançado no Sri Lanka pela Madhu Entertainment com legendas em inglês, e foi lançado na África do Sul também com legendas em inglês pela Ster-Kinekor em 10 de novembro de 2017.

## Recepção

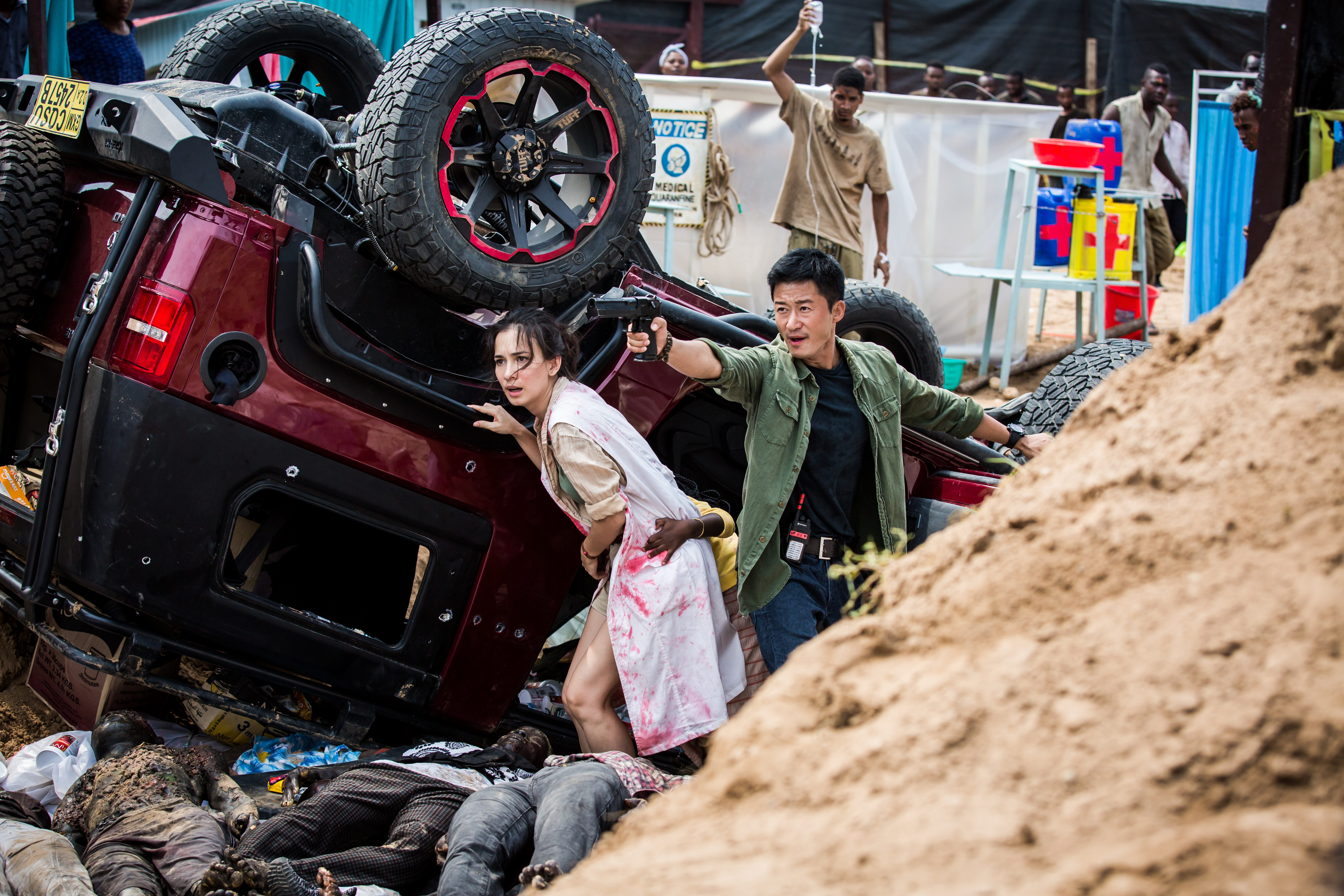
Wu Jing e Celina Jade no set de filmagem.

### Bilheteria
Lobo Guerreiro 2 tornou-se um grande sucesso comercial nas bilheterias chinesas e também em países como Austrália e Malásia, onde houve relatos de ingressos esgotados em cinemas de língua chinesa. O filme foi notado por mostrar um incrível poder de permanência nas bilheterias, apesar de ser um filme de sustentação, ganhando sete vezes seu o seu antecessor e cinco vezes as estimativas iniciais dos distribuidores. Ele liderou as bilheterias internacionais de todos os grandes filmes em três ocasiões distintas – nos três primeiros fins de semana. É o segundo filme de maior bilheteria de todos os tempos em um único mercado, atrás de Star Wars: O Despertar da Força (US$ 936,7 milhões na América do Norte), e excedeu os totais da América do Norte de Vingadores: Ultimato (858,4 milhões), Avatar (US$ 760 milhões), Pantera Negra (US$ 700 milhões) e Titanic (US$ 659 milhões). É o filme estrangeiro de maior bilheteria, além de ser o primeiro e único filme não hollywoodiano incluído na lista de 100 filmes de maior bilheteria de todos os tempos, tornando-o o filme não-inglês de maior bilheteria de todos os tempos; posição que manteve até 2021, quando A Batalha no Lago Changjin, outro filme em que Wu estrelou, assumiu o primeiro lugar.
O filme estreou na China na quinta-feira, 27 de julho de 2017, em mais de 19.000 telas, ocupando 42% do total de telas do país e arrecadou CN¥ 212 milhões (US$ 31,4 milhões) no dia da estreia. Incluindo as prévias, o total foi de CN¥ 313 milhões (US$ 46,4 milhões). Depois de quatro horas de exibições antecipadas na noite de quinta-feira, que renderam CN¥ 100 milhões (US$ 14,9 milhões) em vendas de ingressos, o boca a boca fenomenal cresceu rapidamente e chegou às mídias sociais. Isso resultou no filme registrando uma estreia de CN¥ 975 milhões (US$ 144,5 milhões) – ou CN¥ 921 milhões (US$ 136,7 milhões) sem taxas de ingressos online – até domingo, e US$ 125 milhões de sexta a domingo. Este último valor é a maior abertura de três dias, à frente do filme chinês A Sereia, que estreou com US$ 122,3 milhões no mesmo número de dias. Isso o tornou o filme lançado de maior bilheteria naquele fim de semana em todo o mundo, até mesmo à frente de Dunkirk, de Christopher Nolan. Como resultado de excelentes críticas e forte boca-a-boca, a audiência do filme no domingo aumentou 15% em relação ao sábado, um feito raro num país onde os filmes de maior bilheteria são geralmente os mais antecipados. Além disso, a queda de domingo para segunda-feira foi de apenas 35% e a contagem de salas aumentou de mais de 19.000 para 24.000 (52%). Na segunda-feira, faturou CN¥ 279 milhões (US$ 41,5 milhões), uma queda de apenas 35% em relação à arrecadação de domingo e registrou a maior segunda-feira de todos os tempos em um único território, à frente de Star Wars: O Despertar da Força (US$ 40,1 milhões). Isso fez com que o filme ultrapassasse o limite de CN¥ 1 bilhão, com um total de CN¥ 1,265 bilhão (US$ 187,8 milhões). Isto foi seguido pela maior terça-feira com CN¥ 282 milhões (US$ 42 milhões), também à frente de Star Wars: O Despertar da Força (US$ 37 milhões) e a quinta maior quarta-feira com CN¥ 278 milhões (US$ 41,4 milhões). Na quinta-feira, o filme havia arrecadado mais de CN¥ 2 bilhões, o filme mais rápido a fazê-lo em menos tempo.
Seu sucesso sem precedentes foi atribuído a vários motivos, como seu tema patriótico, temas nacionalistas e suas sequências de ação e acrobacias genuínas que foram consideradas um avanço para os filmes chineses. O filme também foi lançado durante o "período de blackout" anual do verão, em que os filmes estrangeiros não são lançados, e só teve que competir com outros filmes nacionais. Tornou-se o filme de maior bilheteria na China após apenas doze dias de lançamento, ultrapassando A Sereia (2016), que mantivera o recorde por dezoito meses. Porém, os recordes que o filme quebrou não se limitaram apenas ao mercado interno. Também se tornou o maior filme lançado em um único território em 2017, quebrando o recorde de A Bela e a Fera de US$ 504 milhões e o maior lançamento de verão do ano em um único território, à frente de Mulher Maravilha (US$ 400 milhões). Como resultado, tornou-se o décimo filme a arrecadar mais de US$ 500 milhões em um único território e o sexto filme a faturar mais de US$ 600 milhões, e o terceiro filme a ultrapassar o limite de US$ 700 milhões após Avatar e Star Wars: O Despertar da Força. É também o filme mais rápido a atingir as marcas de CN¥ 2 bilhões, CN¥ 3 bilhões, CN¥ 4 bilhões e CN¥ 5 bilhões na China, fazendo-o em seu oitavo, décimo primeiro, décimo sétimo e vigésimo terceiro dia, respectivamente, e se tornou o primeiro filme a arrecadar mais de CN¥ 200 milhões (cerca de US$ 30 milhões) por doze dias consecutivos em todo o mundo (empatado com Star Wars: O Despertar da Força). Até agosto de 2017, Lobo Guerreiro 2 arrecadou um total de CN¥ 5 bilhões (US$ 716,5 milhões), que inclui taxas de ingressos on-line, ou cerca de US$ 768,5 milhões com sobretaxas on-line, e está entre os 100 filmes de maior bilheteria de todos os tempos, sem ajustes pela inflação. Devido à crescente popularidade e forte influência do filme, os analistas projetaram que o filme poderia arrecadar de CN¥ 5 bilhões (US$ 747 milhões) a CN¥ 6 bilhões (US$ 895 milhões) somente nas bilheterias chinesas.
Em apenas dez dias, o filme arrecadou CN¥ 2,73 bilhões (US$ 406 milhões) para se tornar o maior lançamento de 2017 lá, superando The Fate of the Furious (CN¥ 2,6 bilhões) e o segundo filme de maior bilheteria de todos os tempos na China, atrás apenas de A Sereia (CN¥ 3,39 bilhões). A procura do filme foi tão forte que arrecadou mais no segundo fim de semana do que no primeiro. Ganhando um total de CN¥ 1,092 bilhão (US$ 162,2 milhões), um aumento de 30% em relação ao fim de semana anterior, também estabeleceu um novo recorde para o maior segundo fim de semana de todos os tempos em um único território, superando o recordista anterior Star Wars: O Despertar da Força (US$ 149 milhões). O aumento de 30% de fim de semana a fim de semana está entre as dez menores quedas no segundo fim de semana e a menor para uma produção que não seja de Hollywood. No mesmo fim de semana, ultrapassou o limite de CN¥ 3 bilhões, com um total de CN¥ 3,159 bilhões (US$ 470,4 milhões), tornando-se o segundo filme chinês a atingir a marca depois de A Sereia. Em 7 de agosto de 2017, tornou-se o maior filme chinês já lançado, logo após doze dias de lançamento. Da mesma forma, A Sereia ultrapassou Monster Hunt (2015) em fevereiro de 2016, após doze dias. O filme começou a perder um número considerável de cinemas em seu terceiro fim de semana, principalmente para abrir espaço para novos lançamentos como Guilty of Mind, Golpe de Risco e Legend of the Naga Pearls, resultando na queda de 49% do filme, ganhando outros CN¥ 523 milhões (US$ 78,5 milhões), embora ainda mantendo o primeiro lugar. Vinte e cinco dias após o lançamento do filme, ele ultrapassou Avatar para se tornar o segundo filme de maior bilheteria em um único território e está atrás apenas de Star Wars: O Despertar da Força. Ele liderou bilheteria na China por quatro fins de semana consecutivos, ou seja, um recorde de trinta dias consecutivos. Acabou sendo superado pelo filme francês Valerian e a Cidade dos Mil Planetas em seu trigésimo primeiro dia. Naquela época, Valerian foi exibido 78 mil vezes enquanto Lobo Guerreiro 2 ainda o foi 32.500 vezes. O filme vendeu 159 milhões de ingressos nas bilheterias chinesas.

### Crítica
Na China, Lobo Guerreiro 2 recebeu elogios por sua trama patriótica, efeitos especiais, sequências de ação e atuações do elenco. Em agosto de 2017, o filme foi avaliado com nota 7,6 pelo Douban contra 6,8 do filme anterior; no Mtime, foi avaliado com 7,5 contra 7 do antecessor. O crítico de cinema Zhang Chuan argumentou que o filme era "um filme chinês decente em efeitos visuais, narrativa e cenas de ação" e que era "comparável aos seus homólogos de Hollywood" nesses aspectos. O Wenhui Daily considerou o filme um marco na história do cinema chinês com "histórias, conotações e estruturas". Vários outros veículos estatais chineses e afiliados aos militares elogiaram o filme. No Ocidente, Frank Scheck do The Hollywood Reporter, escreveu:

O carisma da estrela é reforçado por suas proezas atléticas, o que torna o combate corpo a corpo particularmente interessante, especialmente uma briga brutal entre ele e Grillo que proporciona um clímax adequado. Felizmente, o ritmo de tirar o fôlego não permite muito tempo para os espectadores refletirem sobre as falhas na trama ou se preocuparem com o desenvolvimento do personagem, embora o tempo de execução de duas horas resulte em fadiga exagerada.
No entanto, a sua recepção na China não foi uniformemente positiva. Em maio de 2020, a classificação de Douban caiu para 7,1, com as principais críticas positivas e negativas recebendo, cada uma, 39.148 e 35.822 apoiadores, respectivamente. Yin Shanshan, professora da Academia Central de Drama, uma das principais escolas de teatro da China, criticou o filme como excessivamente violento e "psicopata, sem valor, sem valores ou lógica" em sua conta no Sina Weibo. O professor da Universidade de Tsinghua, Xiao Ying, ecoou as críticas de alguns comentaristas estrangeiros que consideraram o filme uma imitação chinesa de Rambo II, e contrastou Lobo Guerreiro 2 com maiores elogios a Dunkirk - lançado no mesmo ano.
Internacionalmente, o filme recebeu respostas mais mistas. No site agregador de análises Rotten Tomatoes, Lobo Guerreiro 2 possui um índice de aprovação de 71% no Tomatometer com base em 14 avaliações, com uma classificação de 74% na avaliação da audiência. O Metacritic, que usa uma média ponderada, atribuiu a Lobo Guerreiro 2 uma pontuação de 44 em 100 com base em quatro críticos, indicando "críticas mistas ou médias". Muitas das críticas foram direcionadas ao enredo e roteiro, alegando semelhanças com Diamante de Sangue, Black Hawk Down, Tears of the Sun, e Rambo 2: A Missão. Stanley Rosen, professor da Universidade do Sul da Califórnia que estuda a sociedade e o cinema chineses, disse ao New York Times: "É uma busca pessoal muito individualista, que é muito mais uma coisa de Hollywood. Eles estão definitivamente diminuindo o Partido Comunista em favor do patriotismo e da defesa do povo chinês e dos interesses chineses em todo o mundo." Simon Abrams, do RogerEbert.com, criticou severamente o filme, escrevendo que "o senso de patriotismo de seus personagens é construído com base em suposições racistas que seriam, em uma narrativa europeia ou americana, criticadas com razão por fazerem parte de uma horrível "fantasia de poder de 'salvador branco'", e afirmou que o filme "dá um sermão, esmurra e depois espera que você torça [pelo herói]".
Rob Hunter, da Film School Rejects, em sua crítica positiva do filme, escreveu: "Lobo Guerreiro 2 ainda sofre alguns dos mesmos problemas que perseguiram o primeiro filme, mas as melhorias em outros lugares tornam o filme de ação visivelmente melhor e mais divertido. É um filme divertido que mistura muita ação, um pouco de humor e "sentimentos" por amigos e família, e se o próximo melhorar no mesmo ritmo, Lobo Guerreiro 3 será algo ainda mais especial." Em uma crítica menos entusiasmada, Noel Murray do Los Angeles Times escreveu que o filme "suavemente genérico" apresenta efeitos digitais que "parecem falsos", mas elogiou suas acrobacias e apontou "é fascinante ver um filme imitar tão de perto o grande orçamento dos filmes de guerra de Hollywood, mas de uma perspectiva sócio-política oposta." O Guardian descreveu o filme como "o portador indiscutível desta nova geração de dramas de ação patrióticos [chineses]". Evan Osnos aponta como "Lobo Guerreiro II captura uma iteração nova e musculosa da autonarrativa da China, assim como o heroísmo de Rambo expressou a bravata da era Reagan." Jonathan Papish, do China Film Insider, descreveu o tom do nacionalismo chinês no filme como sendo "definitivamente um produto do reinado de Xi e da ideia de rejuvenescimento [da China]".
| Prêmio                                                | Categoria                                            | Indicação                 | Resultado | Ref.          |
| ----------------------------------------------------- | ---------------------------------------------------- | ------------------------- | --------- | ------------- |
| 12.º Prêmio de Cinema Asiático                        | Prêmio de filme asiático de maior bilheteria de 2017 | Lobo Guerreiro 2          | Venceu    | [ 80 ]        |
| 37.º Prêmio de Cinema de Hong Kong                    | Melhor Filme do Continente e Taiwan                  | Lobo Guerreiro 2          | Indicado  | [ 81 ]        |
| 9.º Prêmio da Guilda dos Diretores de Cinema da China | Melhor Filme                                         | Lobo Guerreiro 2          | Indicado  | [ 82 ]        |
| 9.º Prêmio da Guilda dos Diretores de Cinema da China | Melhor Diretor                                       | Wu Jing                   | Indicado  | [ 82 ]        |
| 9.º Prêmio da Guilda dos Diretores de Cinema da China | Melhor Ator                                          | Wu Jing                   | Indicado  | [ 82 ]        |
| 44.º Prêmio Saturno                                   | Melhor Filme Internacional                           | Lobo Guerreiro 2          | Indicado  | [ 83 ] [ 84 ] |
| 23.º Prêmio Huading                                   | Melhor Filme                                         | Lobo Guerreiro 2          | Indicado  | [ 85 ]        |
| 23.º Prêmio Huading                                   | Melhor Diretor                                       | Wu Jing                   | Venceu    | [ 85 ]        |
| 23.º Prêmio Huading                                   | Melhor Ator                                          | Wu Jing                   | Venceu    | [ 85 ]        |
| 23.º Prêmio Huading                                   | Melhor Ator Coadjuvante                              | Wu Gang                   | Venceu    | [ 85 ]        |
| 23.º Prêmio Huading                                   | Melhor Roteirista                                    | Wu Jing, Liu Yi, Dong Qun | Indicado  | [ 85 ]        |
| 23.º Prêmio Huading                                   | Melhor Produtor                                      | Guan Hailong, Zhang Miao  | Venceu    | [ 85 ]        |
| 34º Prêmio Cem Flores                                 | Melhor Fotografia                                    | Lobo Guerreiro 2          | Indicado  | [ 86 ] [ 87 ] |
| 34º Prêmio Cem Flores                                 | Melhor Diretor                                       | Wu Jing                   | Indicado  | [ 86 ] [ 87 ] |
| 34º Prêmio Cem Flores                                 | Melhor Roteiro                                       | Wu Jing, Dong Qun, Liu Yi | Indicado  | [ 86 ] [ 87 ] |
| 34º Prêmio Cem Flores                                 | Melhor Ator                                          | Wu Jing                   | Venceu    | [ 86 ] [ 87 ] |
| 34º Prêmio Cem Flores                                 | Melhor Ator Coadjuvante                              | Wu Gang                   | Indicado  | [ 86 ] [ 87 ] |
| 34º Prêmio Cem Flores                                 |                                                      | Hans Zhang                | Indicado  | [ 86 ] [ 87 ] |

## Legado
Lobo Guerreiro 2 visa incentivar os trabalhadores chineses a aceitarem postos na África, onde a presença chinesa cresce a passos largos como parte do massivo programa da Iniciativa do Cinturão e Rota. Os filmes de ação chineses recentes estão mostrando operações de evacuação de civis no estrangeiro; tal como nos dois sucessos de bilheteria Lobo Guerreiro 2 e Operação Mar Vermelho. Em ambos os filmes, a China é apresentada como um país importante e que deve ser levado em consideração durante qualquer planejamento. Em Lobo Guerreiro 2, o líder rebelde o diz expressamente, inclusive admoestando o líder mercenário Big Daddy (Frank Grillo) que a China é uma potência nuclear com assento permanente na ONU e que perturbá-los acarretaria problemas graves. Na cena final do filme, o protagonista Leng Feng, o Lobo Guerreiro, desfralda a bandeira vermelha da China continental no braço e isso garante a passagem do comboio no meio dos dois combatentes africanos; ambos os lados dizendo "São chineses, não atirem". A cena faz a transição para uma tela preta com o passaporte chinês e a mensagem de que os chineses não devem temer pois a grande Pátria-Mãe os protegerá, não importa quão longe estiverem:

Cidadãos da República Popular da China. Quando você encontrar perigo em uma terra estrangeira, não desista! Por favor, lembre-se, às suas costas está uma pátria forte.
O filme reflete a visão cada vez mais difundida na China de que o país se livrou das algemas do século de humilhação e emergiu como uma potência igual aos seus homólogos ocidentais, se não melhor. O aumento do nacionalismo tem sido uma tendência notável com a ascensão da China no cenário mundial, e Lobo Guerreiro 2 representa esta emergência do excepcionalismo chinês: a China é agora vista como a potência ascendente, enquanto os Estados Unidos são uma potência em declínio. Essa visão chinesa é refletida em sua literatura e cinema. Não é por acaso que o blockbuster foi lançada poucos dias antes do 90º aniversário da fundação do Exército de Libertação Popular (ELP), ou dias após a abertura da primeira base militar ultramarina da China no Djibuti. Ambos sublinham a crescente estatura internacional da China.
A representação dos rivais geoestratégicos da China na vida real, os americanos, e as reservas inversas nos EUA sobre a representação de vilões chineses nos seus próprios filmes é também um reflexo da força crescente da China e do declínio da influência dos EUA em relação à China. Desde o seu lançamento, o filme tem sido usado para expressar sentimentos nacionalistas, principalmente por associar um grupo de diplomatas chineses e sua abordagem como Diplomatas Lobos Guerreiros pela mídia chinesa.

O filme permaneceu como o filme de maior bilheteria na China até 24 de novembro de 2021, quando foi ultrapassado pelo épico de guerra A Batalha no Lago Changjin, também estrelado por Wu Jing. Uma sequência, Lobo Guerreiro 3 (chinês simplificado: 战狼3, pinyin: Zhàn Láng 3), foi confirmada no final da cena do meio dos créditos de Lobo Guerreiro 2. Isso foi posteriormente confirmado por Wu Jing.